# Dauphin (S633)
Pour les autres navires du même nom, voir Dauphin (navire).
Le Dauphin est un sous-marin de la Marine nationale française. Ce navire, construit à l'arsenal de Cherbourg, qui appartient à la classe océanique Narval, est lancé en 1955. Puis il est refondu à la base sous-marine de Lorient en 1966, enfin il devient un navire d'expérimentation en 1984. Il est condamné en octobre 1993 et finit coulé comme cible le 17 décembre 2003.

## Caractéristiques

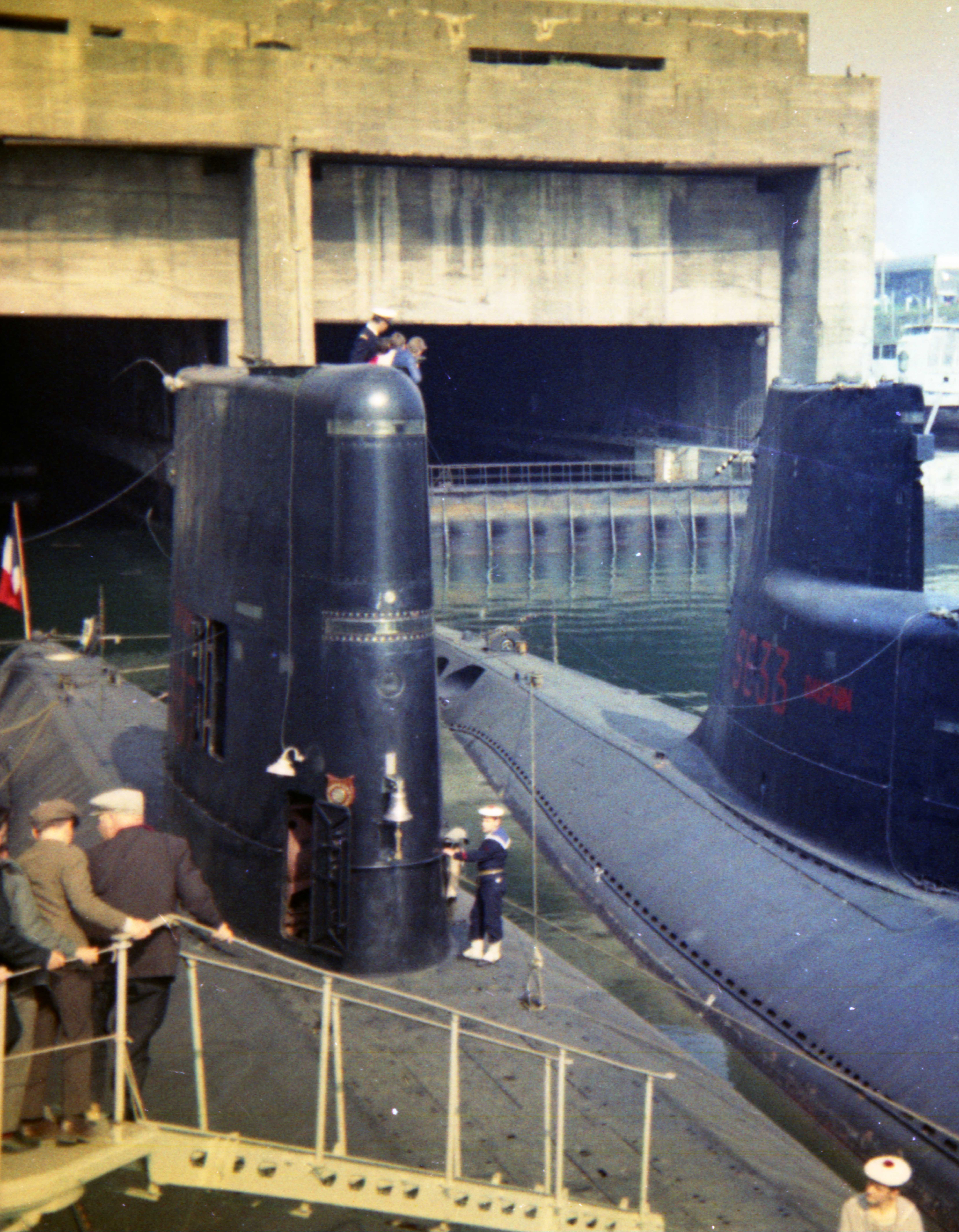
Kiosques de lEspadon et du Dauphin lors de leur escale à la base sous-marine de La Rochelle.

## Histoire
Le 27 février 1967, il part de Lorient avec la Galatée et fait escale à Funchal. Il revient à Lorient le 6 mars.
Le 23 septembre 1968, le Dauphin quitte la base sous-marine de Lorient avec le Narval et le Rhône pour effectuer des exercices dans le golfe de Gascogne et pour participer à l'exercice franco-espagnol « Finisterex ». Des escales ont lieu à Vilagarcía de Arousa, à Vigo et à Marín. Le retour à Lorient a lieu le 5 octobre.

## Navire d'expérimentation
Pour mettre au point les sonars de la classe Le Triomphant, la DCN obtient de la Marine nationale que le sous-marin à propulsion classique Dauphin soit transformé en bateau d'expérimentation. Une première refonte a lieu entre 1984 et 1986 : les tubes lance-torpilles sont supprimés et remplacés par une antenne sonar sphérique protégée par un dôme hémisphérique en PVC. Le sous-marin reçoit également une antenne remorquée pour la réception des communications en très longue fréquence. Une deuxième transformation a lieu entre 1989 et 1990 avec l'installation d'antennes sonar latérales et l'ajout d'un treuil d'antenne remorquée à très basse fréquence (ETBF). Le Dauphin dispose ainsi de l'ensemble des équipements d'écoute sonar des futurs SNLE. Entre 1986 et 1989 puis entre 1990 et 1992, des essais en mer totalisant plus de cinq cents jours sont réalisés pour valider la tenue mécanique et les capacités des sonars ainsi que la réception des communications,.

## Numéros de coque
- Coque no S 633
- Coque no Q 694

## Commandants
Divers commandants se succèdent :
- juin 1962 au 18 septembre 1963 : Bernard Louzeau[7]
- 19 septembre 1963 au 20 aout 1965 : Yves de La Brosse (lieutenant de vaisseau puis capitaine de corvette)[8]
- 1985 : Grosjean (capitaine de corvette)